# Pentanema
 Pentanema   Cass., 1818 è un genere di piante angiosperme dicotiledoni della famiglia delle Asteraceae, sottofamiglia Asteroideae, tribù Inuleae e sottotribù Inulinae.

## Etimologia
Il nome del genere deriva da due parole greche "penta" (= cinque) e "nema" (= simile ad un filo).
Il nome scientifico del genere è stato definito dal botanico Alexandre Henri Gabriel de Cassini (1781-1832) nella pubblicazione " Bulletin des Sciences, par la Société Philomatique" (Bull. Sci. Soc. Philom. Paris 1818: 74) del 1818.

## Descrizione

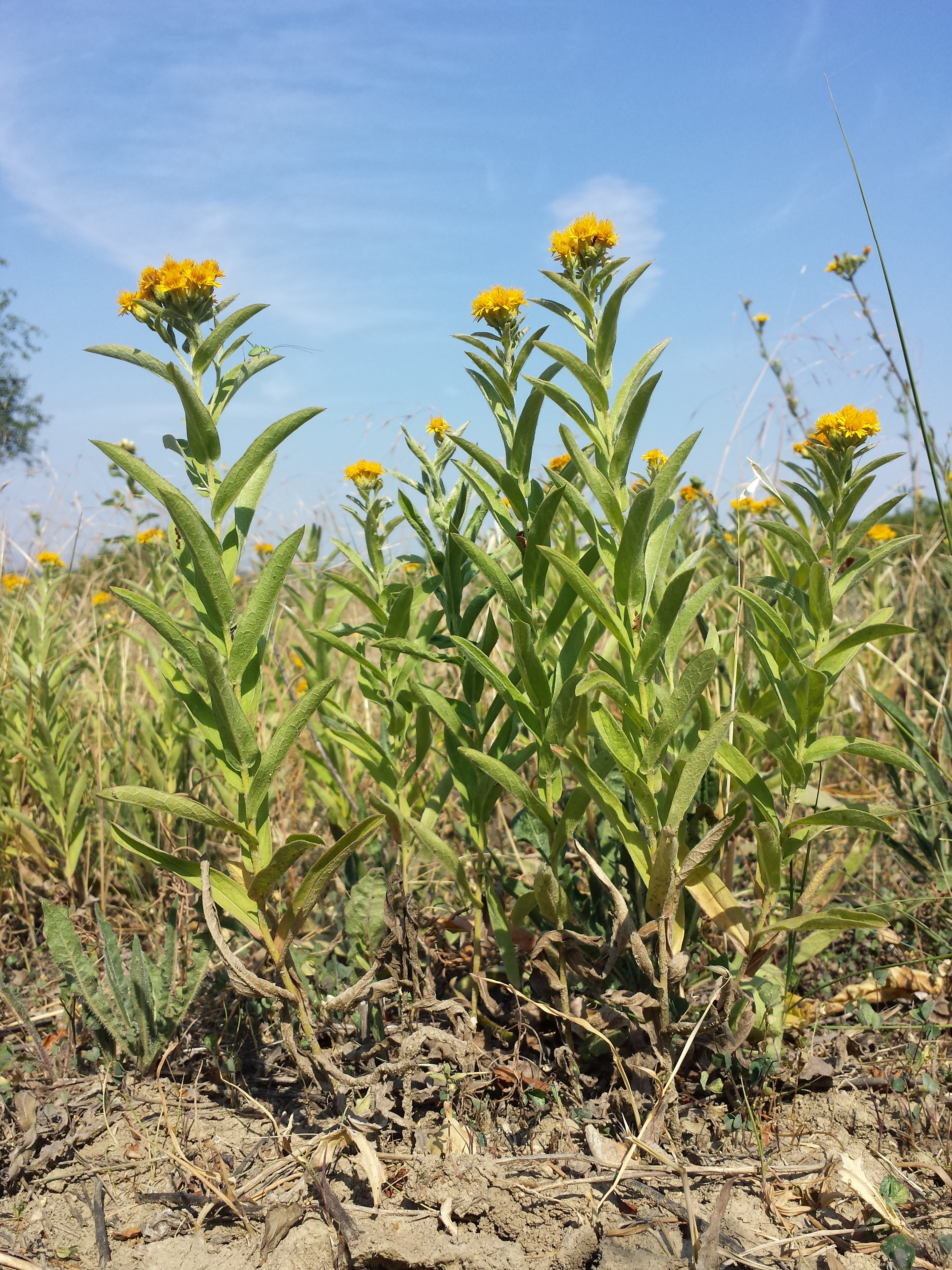
Il portamento
Pentanema germanicum

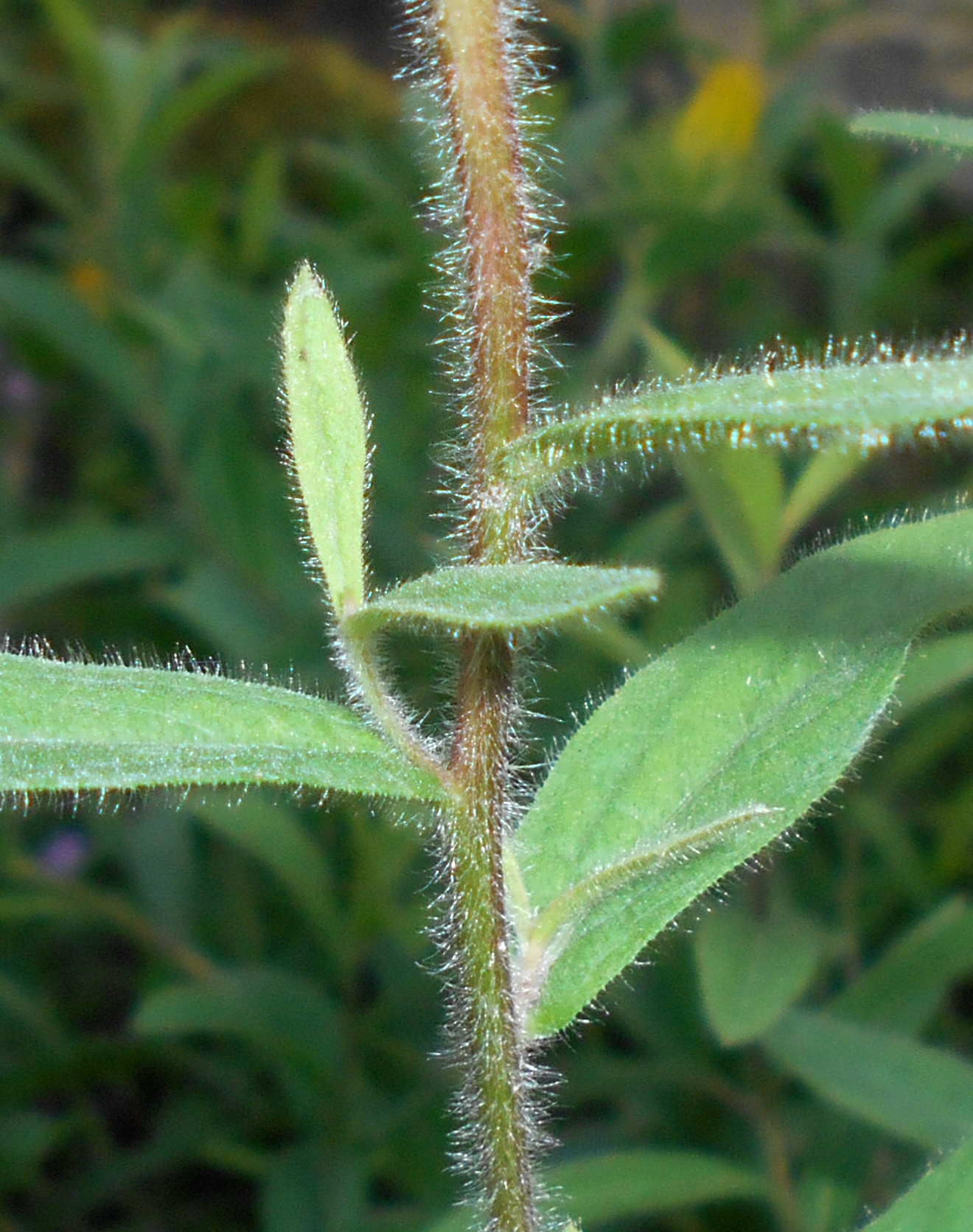
Le foglie
Pentanema hirtum

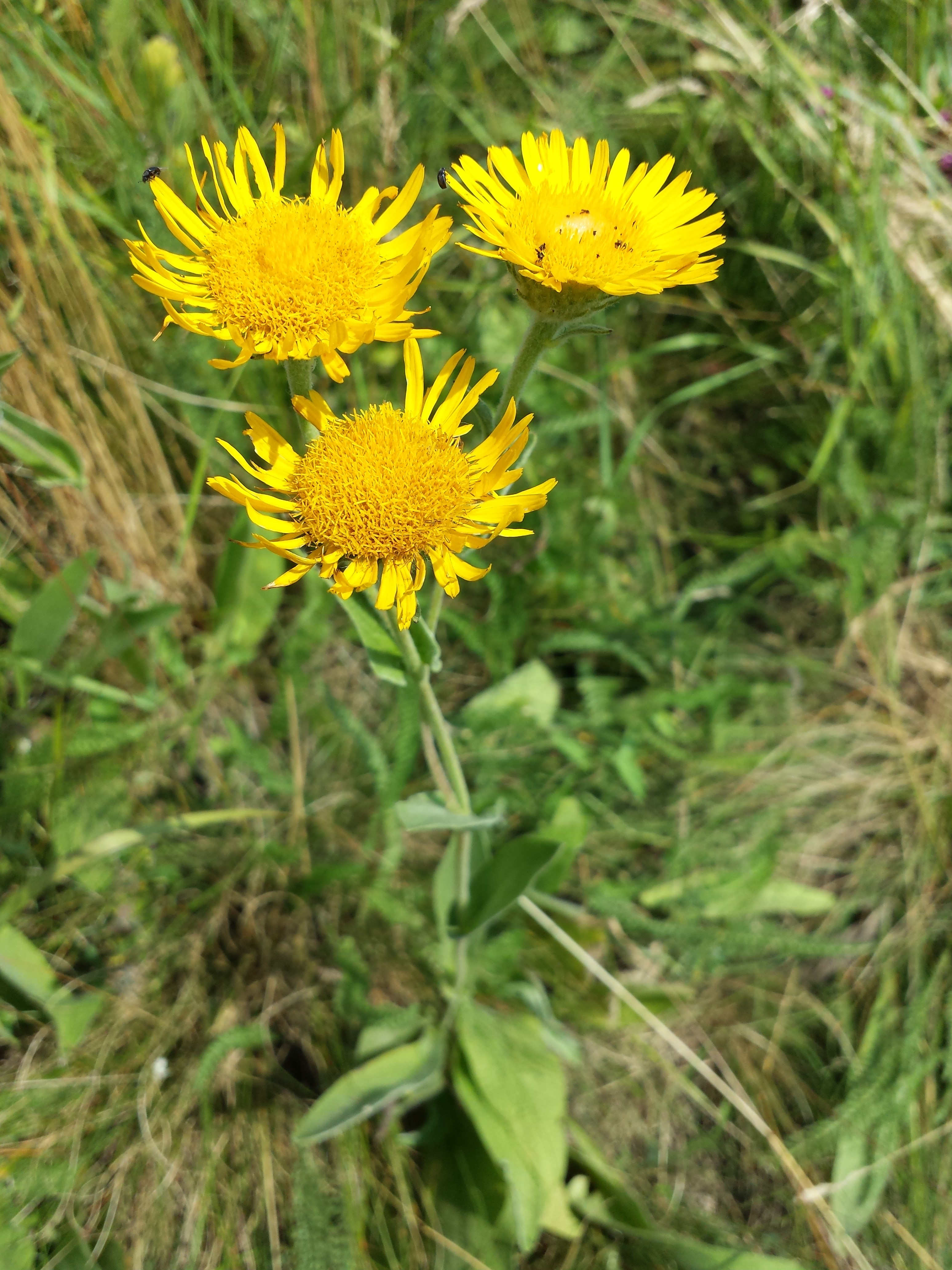
Infiorescenza
Pentanema oculus-christi

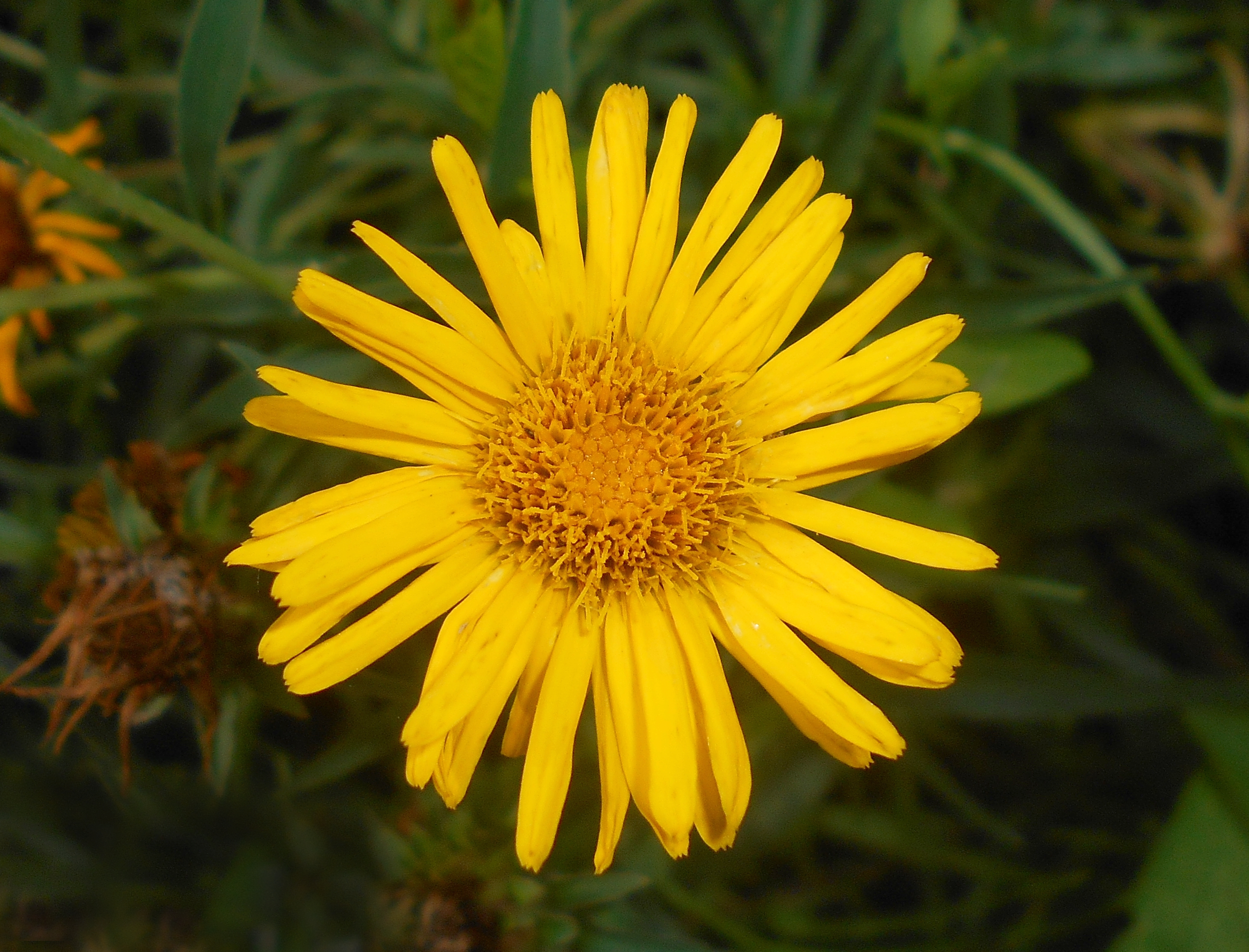
I fiori
Pentanema ensifolium

Portamento. Le specie di questo genere sono subarbusti o erbe annue senza canali resinosi.
Fusto. La parte sotterranea del fusto consiste prevalentemente in rizomi. Generalmente il floema è privo di strati fibrosi; inoltre sono assenti i tessuti latticiferi.
Foglie. Le foglie lungo il caule sono disposte in modo alternato. La lamina è semplice, piatta con forme da oblunghe a lanceolate o ellittiche; i bordi sono continui o seghettati; la superficie può essere villosa.
Infiorescenza. Le infiorescenze sono formate da capolini sia solitari che in formazioni corimbose. I capolini possono essere di tipo sia radiato eterogamo che omogamo disciforme o discoide. I capolini sono formati da un involucro composto da brattee disposte in modo embricato al cui interno un ricettacolo fa da base ai fiori ligulati periferici o fiori del raggio e ai fiori tubulosi quelli centrali o del disco. L'involucro può essere cilindrico, campanulato o a forma di coppa. Le brattee sono disposte generalmente su più righe; hanno consistenza erbacea o cartilaginea, ma senza margini ialini; gli stereomi non sono divisi. Il ricettacolo è liscio e senza pagliette (a protezione della base dei fiori).
Fiori. I fiori sono tetra-ciclici (formati cioè da 4 verticilli: calice – corolla – androceo – gineceo) e pentameri (calice e corolla formati da 5 elementi). Si distinguono in:
- fiori del raggio (esterni): sono femminili e sono disposti su una o più serie; la forma è ligulata (zigomorfa); possono essere assenti o con forme tubulari;
- fiori del disco (centrali): sono più numerosi con forme brevemente tubulose (attinomorfe); sono ermafroditi e fertili.

- Formula fiorale:

*/x K {\displaystyle \infty }, [C (5), A (5)], G 2 (infero), achenio
- Calice: i sepali del calice sono ridotti ad una coroncina di squame.

- Corolla: 
  - fiori del raggio: la forma della corolla alla base è più o meno tubulosa-imbutiforme, mentre all'apice è ligulata o minutamente ligulata; la ligula può terminare con alcuni denti; il colore è giallo;
  - fiori del disco: la forma è tubulare bruscamente divaricata in 4-5 brevi lobi; il colore è giallo.

- Androceo: l'androceo è formato da 5 stami sorretti da filamenti generalmente liberi; gli stami sono connati e formano un manicotto circondante lo stilo; le teche (produttrici del polline) sono troncate e non sono speronate. La base delle antere può essere lunga o corta con code ramificate. Il tessuto dell'endotecio è a forma radiata. Le cellule del collare dei filamenti sono piatte o di tipo mammelloso.

- Gineceo: il gineceo ha un ovario uniloculare infero formato da due carpelli.[5] Lo stilo è unico e con due stigmi nella parte apicale. Gli stigmi spesso sono provvisti di peli acuti che terminano sopra la biforcazione senza raggiungerla, oppure da peli ottusi che terminano ben al di sotto della biforcazione. Le superfici stigmatiche confluiscono all'apice, mentre alla base sono separate in due distinte linee (lignee stigmatiche marginali[7]). Il polline è spinuloso.

Frutti. I frutti sono degli acheni con pappo. Gli acheni in genere sono provvisti di 5 fasci vascolari; la forma è ellissoide, spiralata o a sezione triangolare, spesso con coste sclerenchimatiche. Talvolta sono presenti dei condotti o delle cavità resinose. La superficie è glabra o ricoperta da peli ghiandolari. L'epidermide dell'achenio è provvista di grandi cristalli di ossalato di calcio, oppure di cristalli simili alla sabbia, oppure ne è priva. Il pappo è formato setole capillari su una sola riga. 

## Biologia
Impollinazione: l'impollinazione avviene tramite insetti (impollinazione entomogama tramite farfalle diurne e notturne).

Riproduzione: la fecondazione avviene fondamentalmente tramite l'impollinazione dei fiori (vedi sopra).

Dispersione: i semi (gli acheni) cadendo a terra sono successivamente dispersi soprattutto da insetti tipo formiche (disseminazione mirmecoria). In questo tipo di piante avviene anche un altro tipo di dispersione: zoocoria. Infatti gli uncini delle brattee dell'involucro (se presenti) si agganciano ai peli degli animali di passaggio disperdendo così anche su lunghe distanze i semi della pianta. Inoltre per merito del pappo (se presente) il vento può trasportare i semi anche a distanza di alcuni chilometri (disseminazione anemocora).

## Distribuzione e habitat
Le specie di questo genere sono distribuite in Eurasia e Africa settentrionale.
Specie della zona alpina

Delle 11 specie spontanee della nostra flora 10 vivono sull'arco alpino. La tabella seguente mette in evidenza alcuni dati relativi all'habitat, al substrato e alla diffusione delle specie alpine.
| Specie | Comunità vegetali | Piani vegetazionali | Substrato | pH     | Livello trofico | H2O   | Ambiente          | Zona alpina                          |
| --- | ----------------- | ------------------- | --------- | ------ | --------------- | ----- | ----------------- | ------------------------------------ |
| Pentanema bifrons | 11                | collinare montano   | Ca Ca/Si  | basico | basso           | secco | B1 F2 F7 G4 I3    | CN CO                                |
| Pentanema britannica | 11                | collinare montano   | Ca Ca/Si  | basico | medio           | umido | A4 B2 B5 F3 G4    | NO CO BS TN BZ UD                    |
| Pentanema squarrosum | 11                | collinare montano   | Ca        | basico | basso           | secco | B6 F7 G4 I1 I2 I3 | tutto l'arco alpino                  |
| Pentanema ensifolium | 9                 | collinare montano   | Ca Ca/Si  | basico | basso           | arido | F2 F7             | CO BG BS TN BL UD                    |
| Pentanema germanicum | 11                | collinare           | Ca        | basico | basso           | secco | F2 F7 G4          | UD?                                  |
| Pentanema helveticum | 11                | collinare           | Ca Ca/Si  | basico | medio           | umido | B3 B5 G2          | CN                                   |
| Pentanema hirtum | 11                | collinare montano   | Ca Ca/Si  | basico | basso           | arido | B6 F2 F7 G4 I1    | tutto l'arco alpino (escl. SO)       |
| Pentanema montanum | 9                 | collinare montano   | Ca Ca/Si  | basico | basso           | arido | C2 F2 F7          | CN TO AO NO BG                       |
| Pentanema salicinum | 11                | collinare montano   | Ca Ca/Si  | basico | basso           | medio | A4 E1 F2 F3 F7    | tutto l'arco alpino                  |
| Pentanema spiraeifolium | 11                | collinare montano   | Ca        | basico | basso           | arido | C1 C2 F2 F7 G4 I3 | tutto l'arco alpino (escl. SO VC NO) |
| Legenda e note alla tabella. Substrato con “Ca/Si” si intendono rocce di carattere intermedio (calcari silicei e simili); vengono prese in considerazione solo le zone alpine del territorio italiano (sono indicate le sigle delle province). Comunità vegetali: 2 = comunità terofiche pioniere nitrofile; 9 = comunità a emicriptofite e camefite delle praterie rase magre secche; 11 = comunità delle macro- e megaforbie terrestri Ambienti: A4 = ambienti umidi, temporaneamente inondati o a umidità variabile; B1 = campi, colture e incolti; B2 = ambienti ruderali, scarpate; B3 = siepi e margini dei boschi; B5 = rive, vicinanze corsi d'acqua; B6 = tagli rasi forestali, schiarite, strade forestali; B9 = zone coltivate; C1 = ambienti sabbiosi, affioramenti rocciosi; C2 = rupi, muri e ripari sotto roccia; E1 = paludi e torbiere basse; F2 = praterie rase, prati e pascoli dal piano collinare al subalpino; F3 = prati e pascoli mesofili e igrofili; F7 = margini erbacei dei boschi; G2 = praterie rase dal piano collinare a quello alpino; G3 = macchie bassa; G4 = arbusteti e margini dei boschi; I1 = boschi di conifere; I2 = boschi di latifoglie; I3 = querceti sub-mediterranei |                   |                     |           |        |                 |       |                   |                                      |

## Sistematica
La famiglia di appartenenza di questa voce (Asteraceae o Compositae, nomen conservandum) probabilmente originaria del Sud America, è la più numerosa del mondo vegetale, comprende oltre 23.000 specie distribuite su 1.535 generi, oppure 22.750 specie e 1.530 generi secondo altre fonti (una delle checklist più aggiornata elenca fino a 1.679 generi). La famiglia attualmente (2021) è divisa in 16 sottofamiglie; la sottofamiglia Asteroideae è una di queste e rappresenta l'evoluzione più recente di tutta la famiglia.
Uno studio recente, in base ad analisi di tipo filogenetico del DNA, ha ricircoscritto il genere Inula trasferendo diverse specie nel genere Pentanema.
Elenco delle specie trasferite relativamente alla flora spontanea italiana:
- Inula bifrons (L.) L. in Pentanema bifrons (L.) D.Gut.Larr., Santos-Vicente, Anderb., E.Rico & M.M.Mart.Ort.
- Inula britannica L in Pentanema britannica (L.) D.Gut.Larr., Santos-Vicente, Anderb., E.Rico & M.M.Mart.Ort.
- Inula conyzae (Griess.) Meikle in Pentanema squarrosum (L.) D.Gut.Larr., Santos-Vicente, Anderb., E.Rico & M.M.Mart.Ort.
- Inula ensifolia L. in Pentanema ensifolium (L.) D.Gut.Larr., Santos-Vicente, Anderb., E.Rico & M.M.Mart.Ort.
- Inula germanica L.  in Pentanema germanicum (L.) D.Gut.Larr., Santos-Vicente, Anderb., E.Rico & M.M.Mart.Ort.
- Inula helvetica Weber in Pentanema helveticum (Weber) D.Gut.Larr., Santos-Vicente, Anderb., E.Rico & M.M.Mart.Ort.
- Inula hirta L.  in Pentanema hirtum (L.) D.Gut.Larr., Santos-Vicente, Anderb., E.Rico & M.M.Mart.Ort.
- Inula montana L. in Pentanema montanum (L.) D.Gut.Larr., Santos-Vicente, Anderb., E.Rico & M.M.Mart.Ort.
- Inula salicina L. in Pentanema salicinum (L.) D.Gut.Larr., Santos-Vicente, Anderb., E.Rico & M.M.Mart.Ort.
- Inula spiraeifolia L. in Pentanema spiraeifolium (L.) D.Gut.Larr., Santos-Vicente, Anderb., E.Rico & M.M.Mart.Ort.
- Inula verbascifolia (Willd.) Hausskn.  in Pentanema verbascifolium (Willd.) D.Gut.Larr., Santos-Vicente, Anderb., E.Rico & M.M.Mart.Ort.

Nota: la specie Inula helenium è rimasta nella circoscrizione del genere Inula.
Le specie spontanee italiane dei generi Pentanema - Inula - Dittrichia tradizionalmente vengono suddivise in quattro sezioni (questa suddivisione è storica e non più valida attualmente):
- CORVISARTIA: questa sezione è caratterizzata da acheni con una forma prismatico-tetra-pentagonale; dal ricettacolo fimbriato; dalle brattee esterne dell'involucro di aspetto fogliaceo; dai capolini con dimensioni di 6 – 7 cm; e dalle foglie radicali molto grandi (Inula helenium e altre).

Le prossime sezioni hanno tutte il ricettacolo nudo (senza pagliette); gli acheni a forma cilindrica (sempre costolati); i capolini e le foglie radicali a dimensioni più contenute.
- LIMBARDA: sono piante grasse e succose con superfici glabre e lisce; prediligono le località marine.

- ENULA: sono più simili alla prima sezione; hanno le brattee esterne dell'involucro con un'appendice fogliacea (Pentanema britannica, Pentanema ensifolium, Pentanema oculus-christi e altre).

- CAPULARIA: le brattee esterne dell'involucro sono senza appendice fogliacea (Dittrichia viscosa sinonimo di Inula viscosa). Le specie di questa sezione sono state raggruppate nel genere Dittrichia.

I giardinieri e coltivatori usano, come al solito e senza tenere conto della tassonomia ufficiale, dei criteri più pratici per raggruppare le varie specie:
- - 1A: gruppo a specie con fusto unifloro (o al massimo 2-3 capolini);
    - 2A: sottogruppo a brattee (dell'infiorescenza) lineari o lesiniformi (Chrysopsis mariana sinonimo Inula glandulosa, Inula hookeri, Inula grandiflora e altre);
    - 2B: sottogruppo a brattee (dell'infiorescenza) largamente lanceolate o anche fogliacee (Pentanema ensifolium, Inula macrocephala, Inula royleana e altre);

  - 1B: gruppo a specie con infiorescenza di tipo corimboso;
    - 3A: sottogruppo a brattee (dell'infiorescenza) strettamente lineari (Pentanema oculus-christi e altre);
    - 3B: sottogruppo a brattee (dell'infiorescenza) largamente fogliacee (Inula helenium e altre).

### Filogenesi
La tribù Inuleae (comprendente le Inulinae) è una delle 21 tribù della sottofamiglia Asteroideae). Da un punto di vista filogenetico, la tribù Inuleae, all'interno della sottofamiglia, fa parte del gruppo "Helianthodae". La sottotribù Inulinae è caratterizzata dalla particolare pubescenza dello stilo e dagli acheni con cristalli di ossalato di calcio. 
Nell'ambito della sottotribù il genere Pentanema fa parte del "Complesso di Inula" comprendente i generi Carpesium, Inula, Pentanema, Rhanteriopsis e Telekia.
I caratteri distintivi del genere sono:
- in genere i capolini sono eterogami;
- le foglie sono compatte, piatte con forme ellittiche;
- i fiori sono gialli.

Il numero cromosomico delle specie di questo genere è: 2n = 18 e 27.

### Elenco delle specie
Questo genere ha 34 specie:
A - B - C
- Pentanema alanyense H.Duman & Anderb.
- Pentanema aschersonianum (Janka) D.Gut.Larr., Santos-Vicente, Anderb., E.Rico & M.M.Mart.Ort.
- Pentanema asperum (Poir.) G.V.Boiko & Korniy.
- Pentanema auriculatum (Boiss. & Balansa) D.Gut.Larr., Santos-Vicente, Anderb., E.Rico & M.M.Mart.Ort.
- Pentanema bifrons (L.) D.Gut.Larr., Santos-Vicente, Anderb., E.Rico & M.M.Mart.Ort.
- Pentanema britannica (L.) D.Gut.Larr., Santos-Vicente, Anderb., E.Rico & M.M.Mart.Ort.
- Pentanema caspicum (F.K.Blum ex Ledeb.) G.V.Boiko, Korniy. & Mosyakin
- Pentanema confertiflorum (A.Rich.) D.Gut.Larr., Santos-Vicente, Anderb., E.Rico & M.M.Mart.Ort.

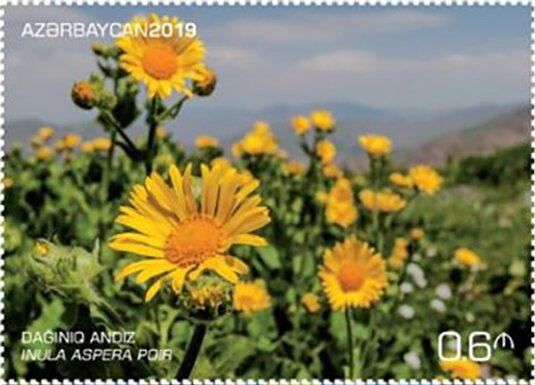
Pentanema asperum
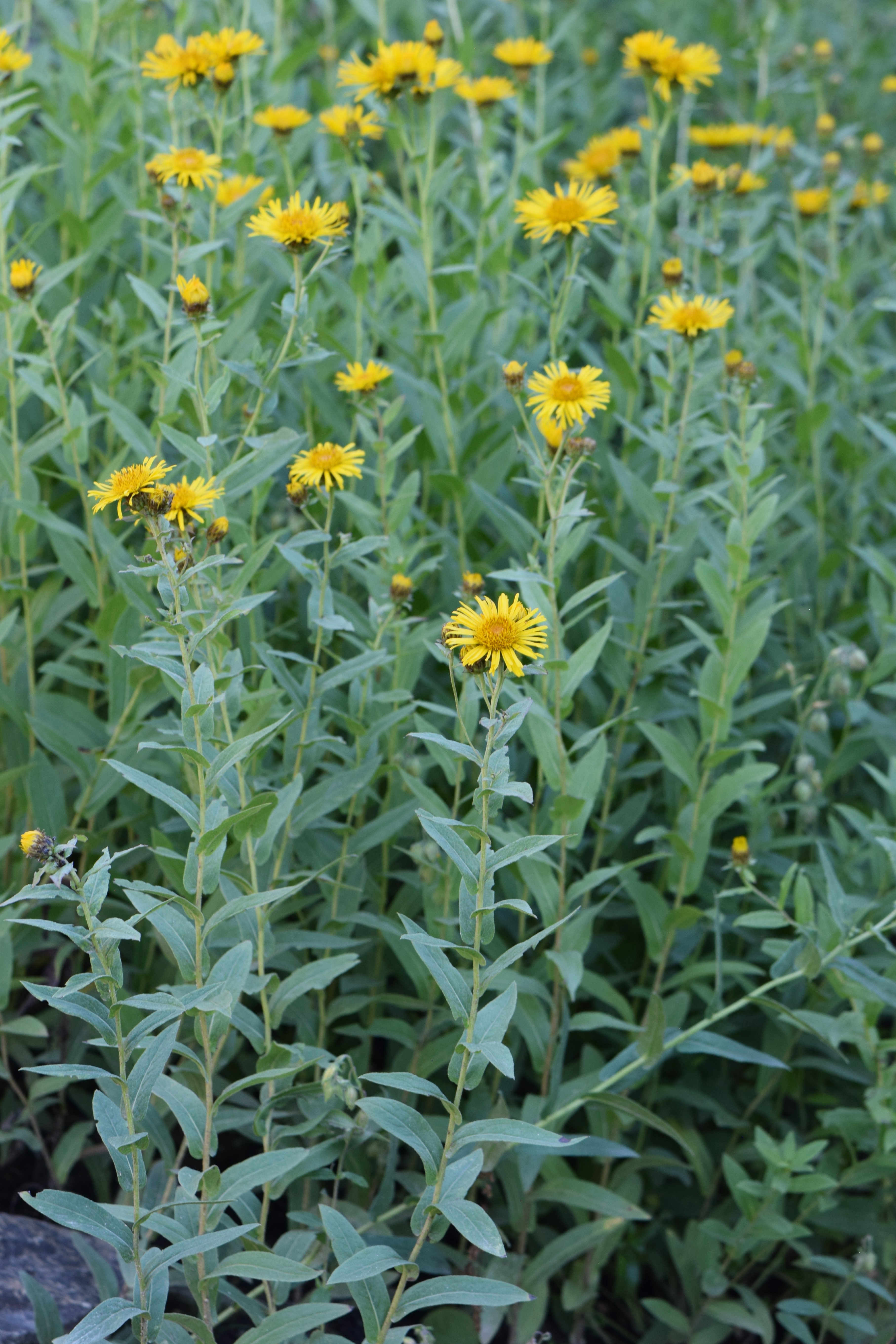
Pentanema auriculatum
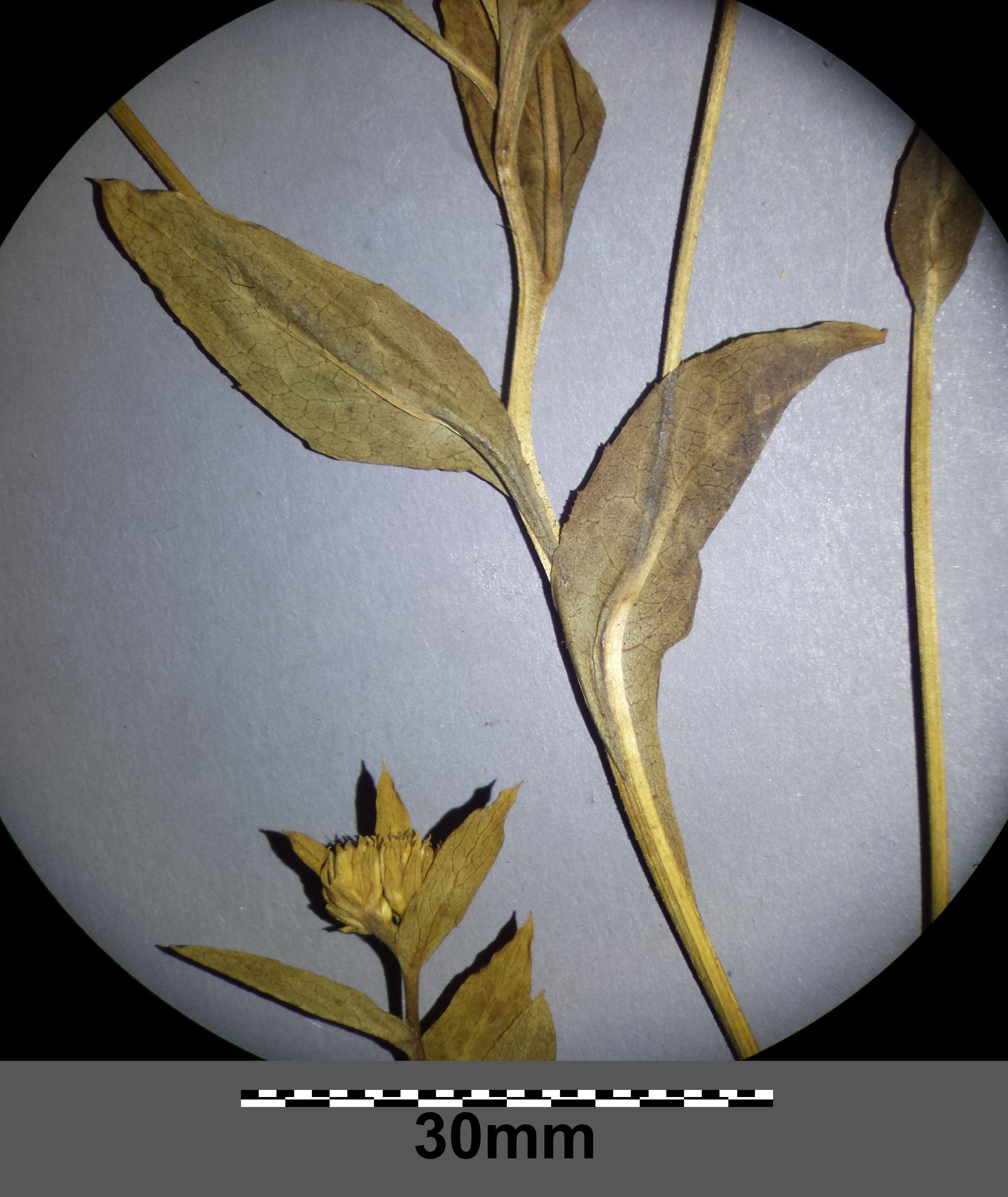
Pentanema bifrons
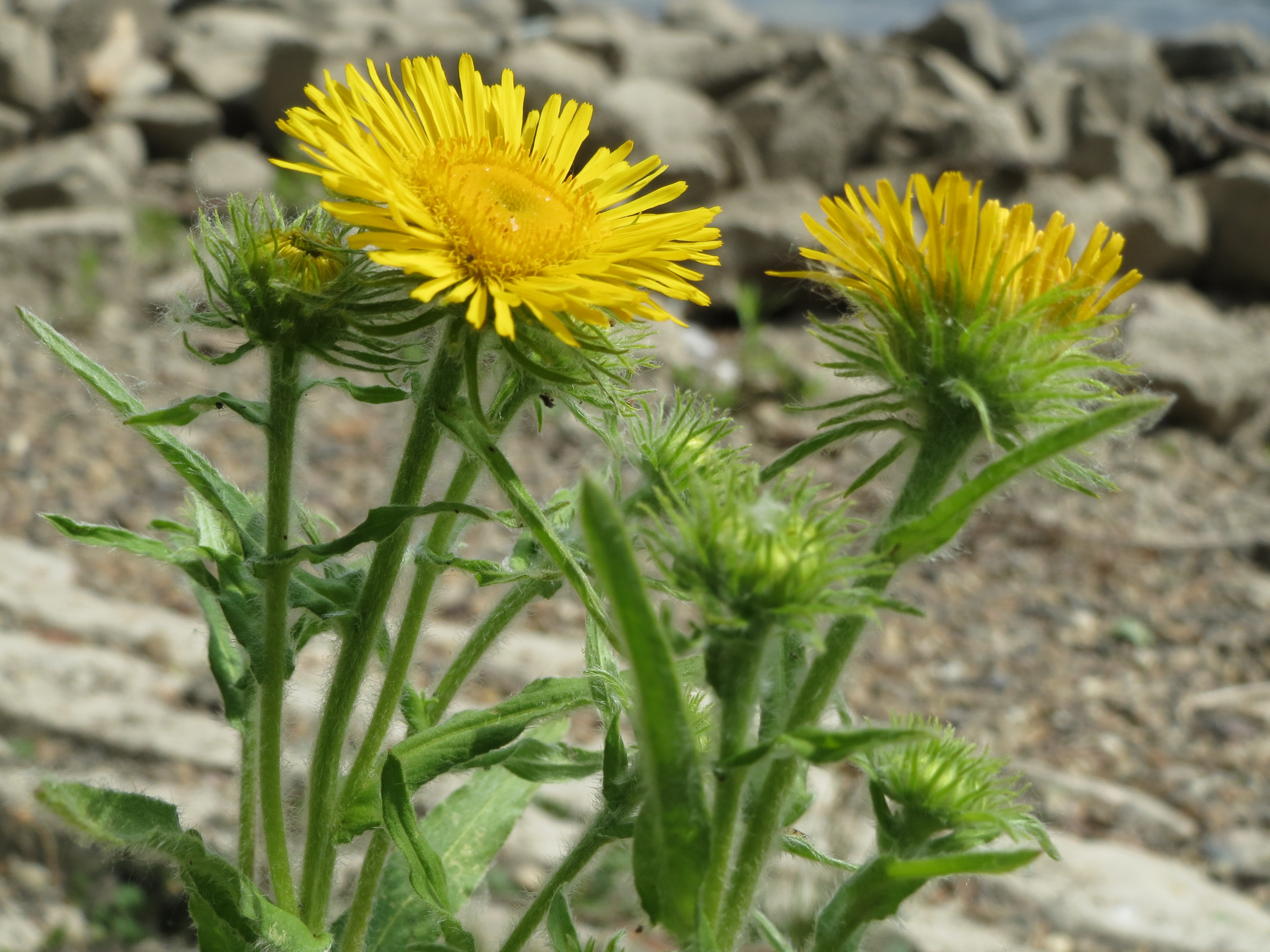
Pentanema britannica
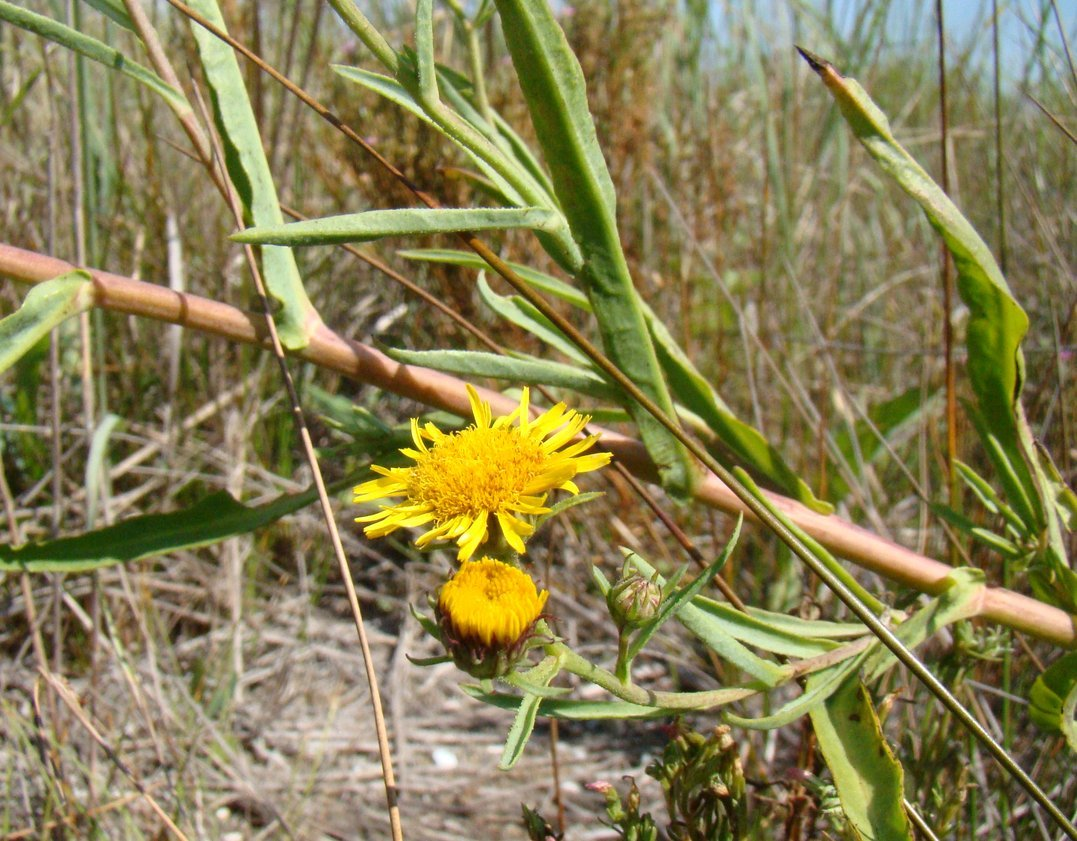
Pentanema caspicum

D - F - G - H - I - K - L
- Pentanema divaricatum Cass.
- Pentanema ensifolium (L.) D.Gut.Larr., Santos-Vicente, Anderb., E.Rico & M.M.Mart.Ort.
- Pentanema flexuosum (Boiss. & Hausskn.) Rech.f.
- Pentanema germanicum (L.) D.Gut.Larr., Santos-Vicente, Anderb., E.Rico & M.M.Mart.Ort.
- Pentanema gracile (Gilli) Rech.f.
- Pentanema helenioides (DC.) D.Gut.Larr., Santos-Vicente, Anderb., E.Rico & M.M.Mart.Ort.
- Pentanema helveticum (Weber) D.Gut.Larr., Santos-Vicente, Anderb., E.Rico & M.M.Mart.Ort.
- Pentanema hirtum (L.) D.Gut.Larr., Santos-Vicente, Anderb., E.Rico & M.M.Mart.Ort.
- Pentanema inuloides (Fisch. & C.A.Mey.) D.Gut.Larr., Santos-Vicente, Anderb., E.Rico & M.M.Mart.Ort.
- Pentanema kurdistanicum Maroofi & Ghaderi
- Pentanema langeanum (Beck) D.Gut.Larr., Santos-Vicente, Anderb., E.Rico & M.M.Mart.Ort.

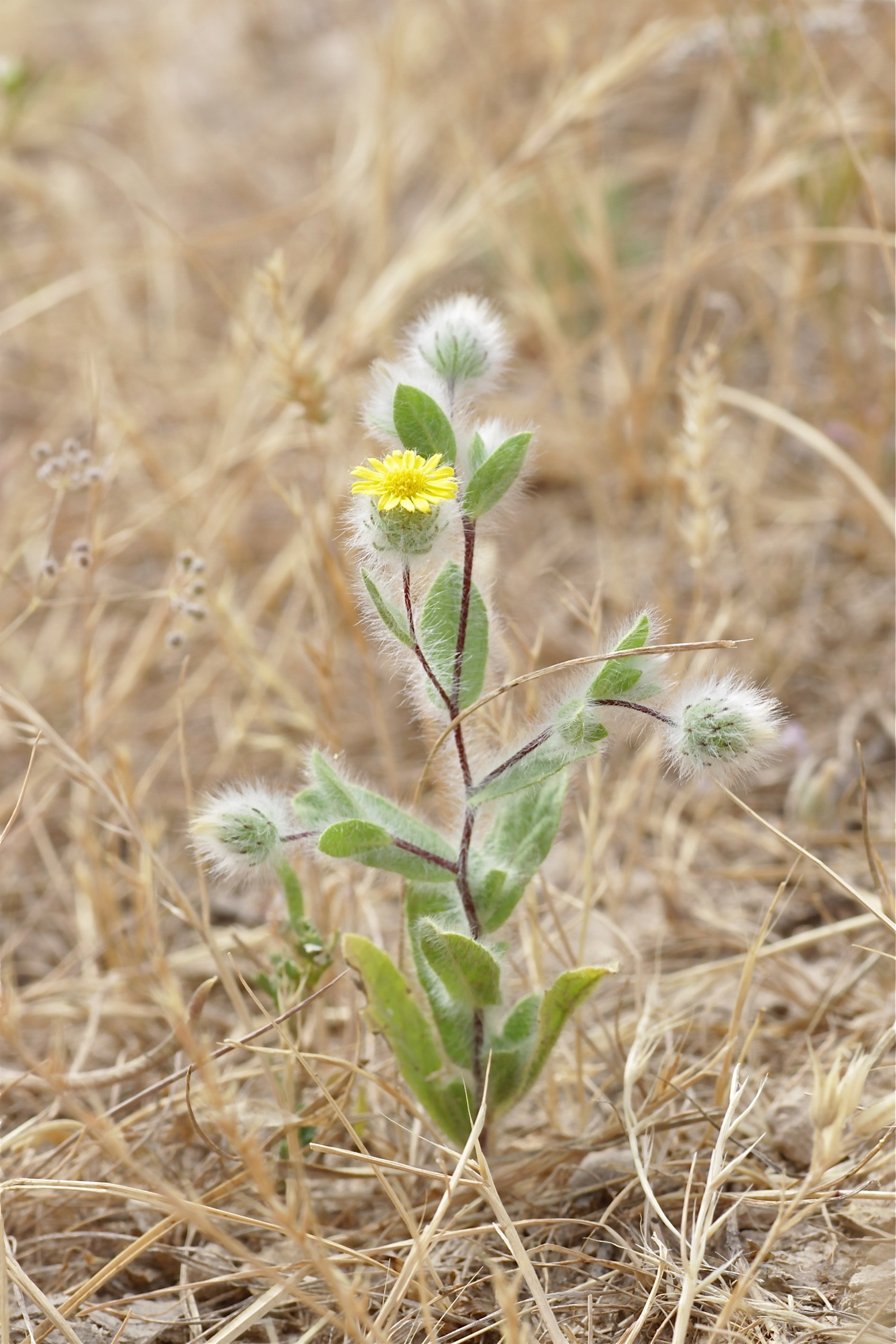
Pentanema divaricatum
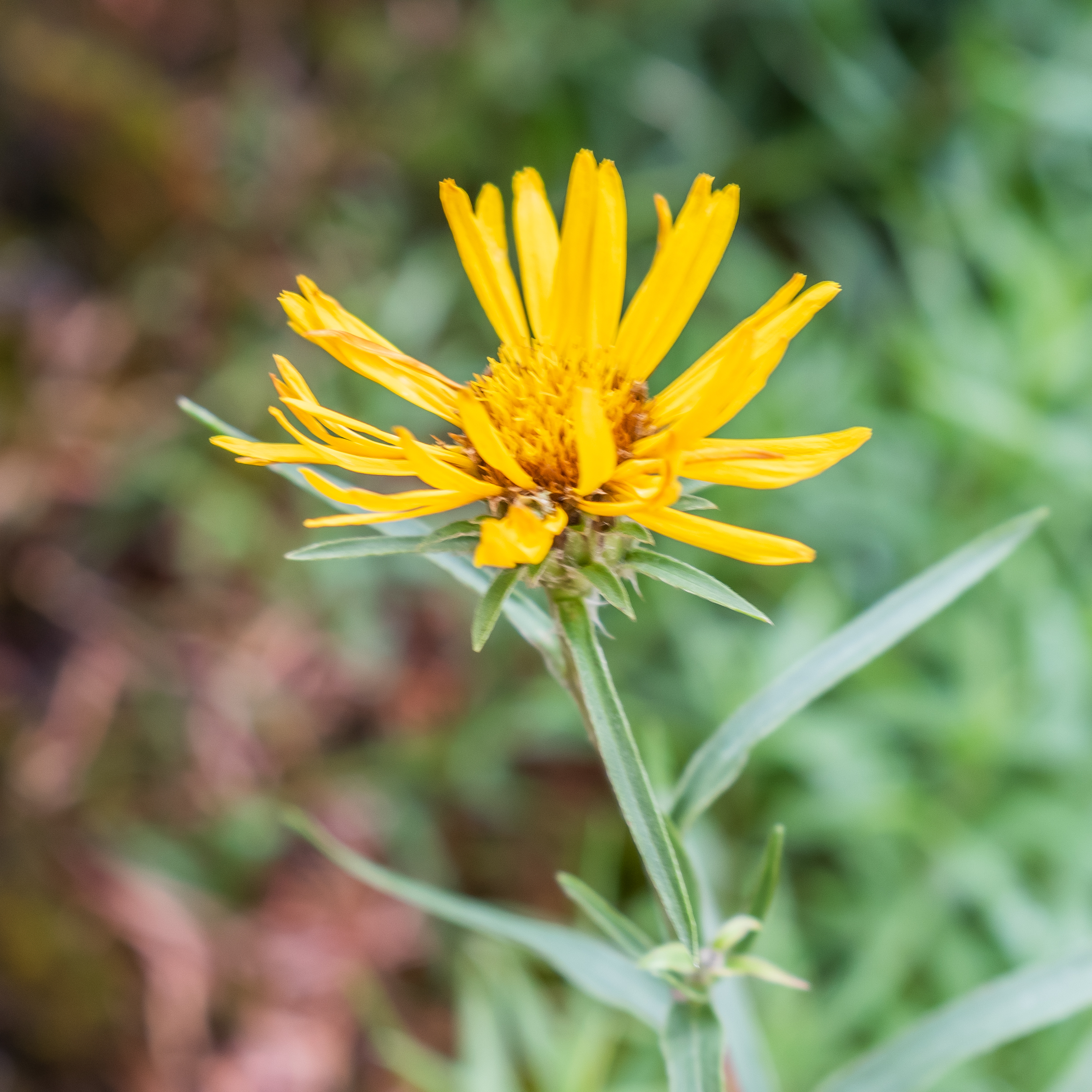
Pentanema ensifolium
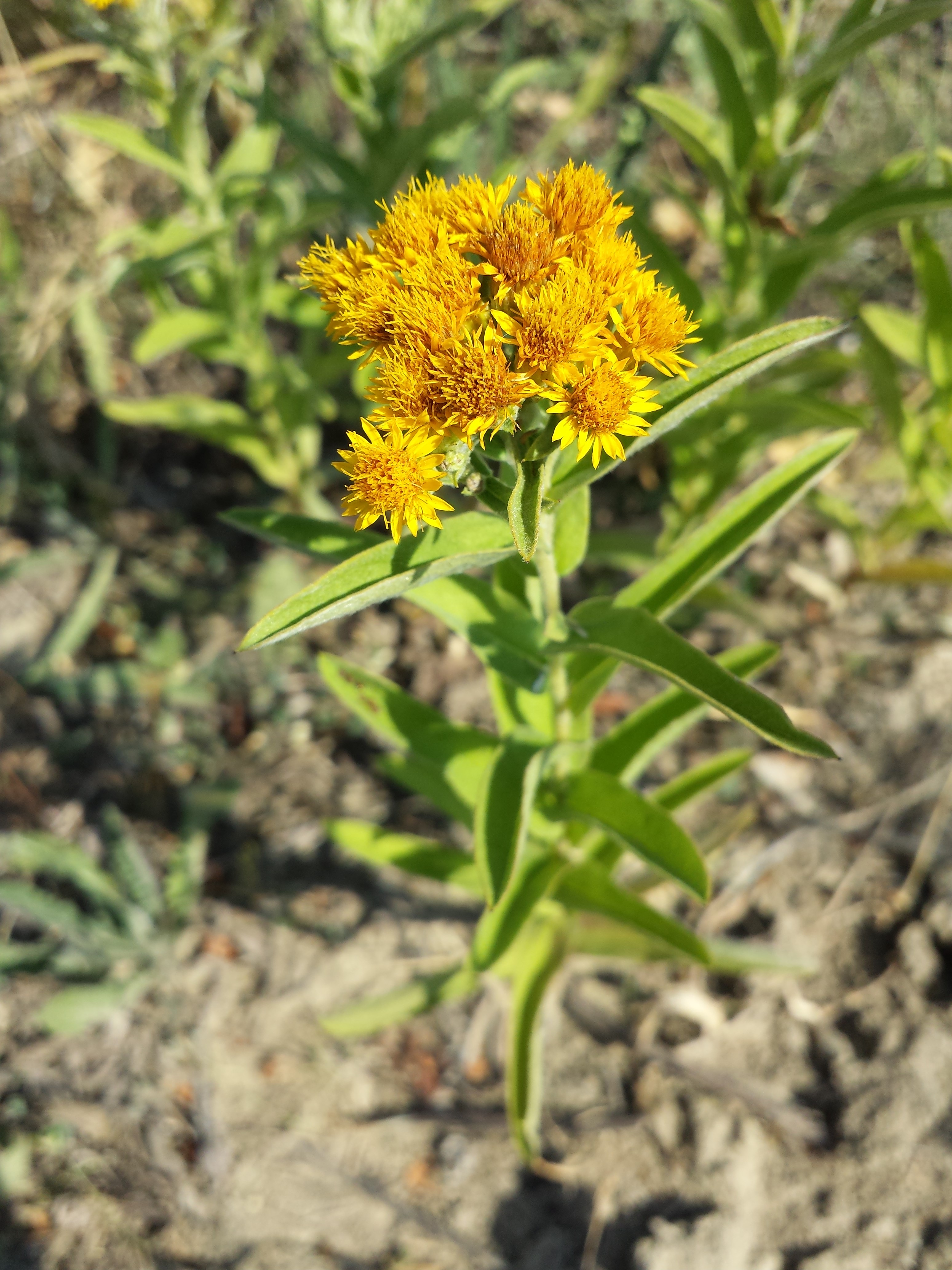
Pentanema germanicum
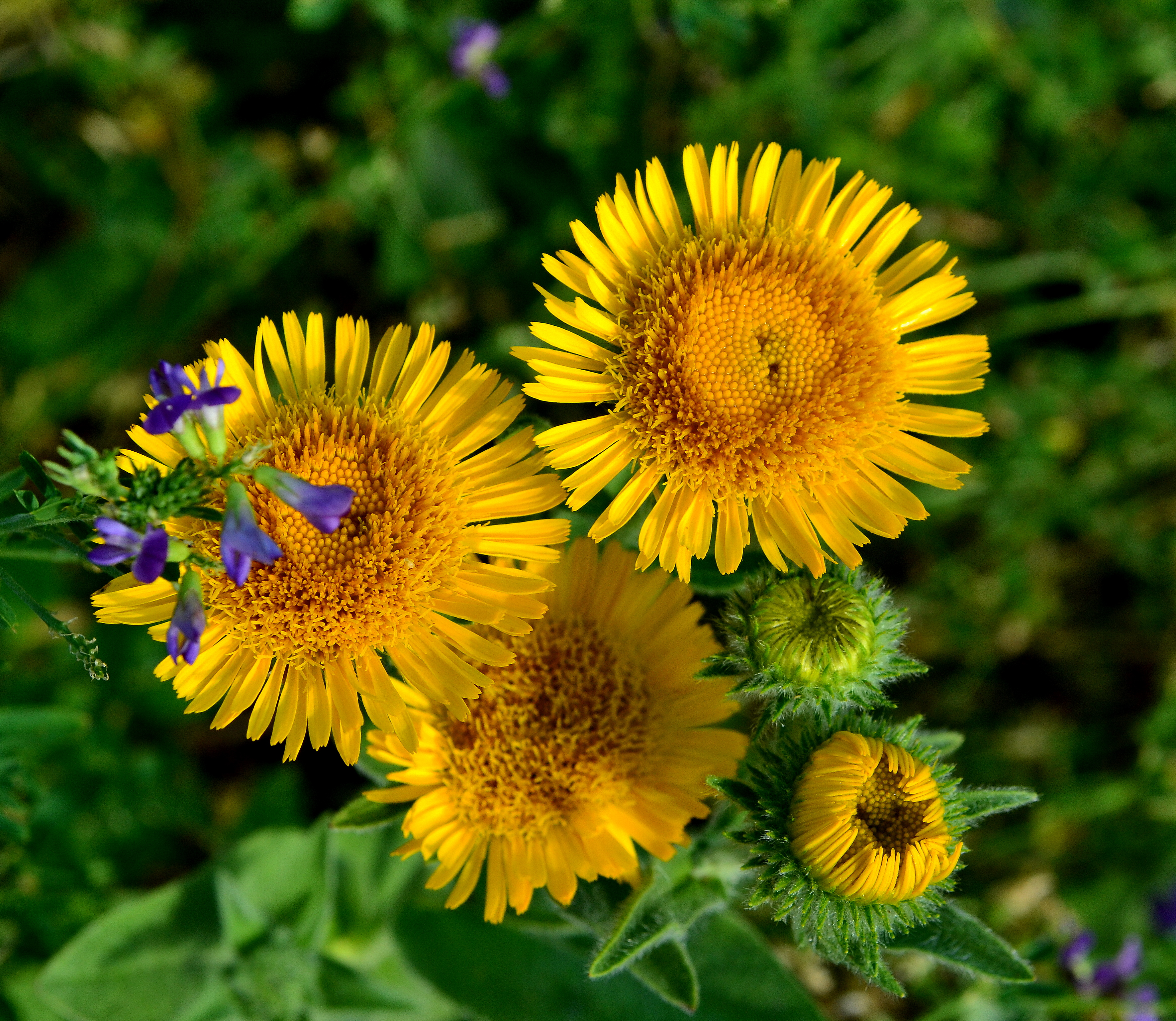
Pentanema helenioides
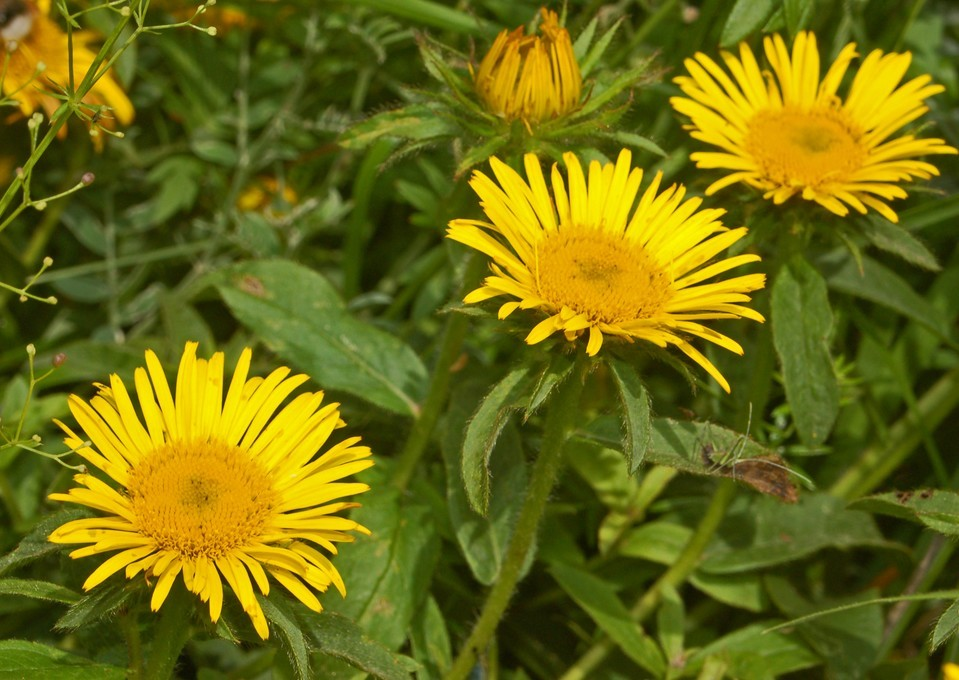
Pentanema hirtum

M - N - O - P
- Pentanema maletii (Maire) D.Gut.Larr., Santos-Vicente, Anderb., E.Rico & M.M.Mart.Ort.
- Pentanema mariae (Bordz.) D.Gut.Larr., Santos-Vicente, Anderb., E.Rico & M.M.Mart.Ort.
- Pentanema montanum (L.) D.Gut.Larr., Santos-Vicente, Anderb., E.Rico & M.M.Mart.Ort.
- Pentanema nematolepis Rech.f.
- Pentanema oculus-christi (L.) D.Gut.Larr., Santos-Vicente, Anderb., E.Rico & M.M.Mart.Ort.
- Pentanema orientale (Lam.) D.Gut.Larr., Santos-Vicente, Anderb., E.Rico & M.M.Mart.Ort.
- Pentanema persicum (DC.) D.Gut.Larr., Santos-Vicente, Anderb., E.Rico & M.M.Mart.Ort.
- Pentanema prasinurum Rech.f.
- Pentanema pulicariiforme (DC.) Jaub. & Spach
- Pentanema pygmaeum (Gilli) Rech.f.

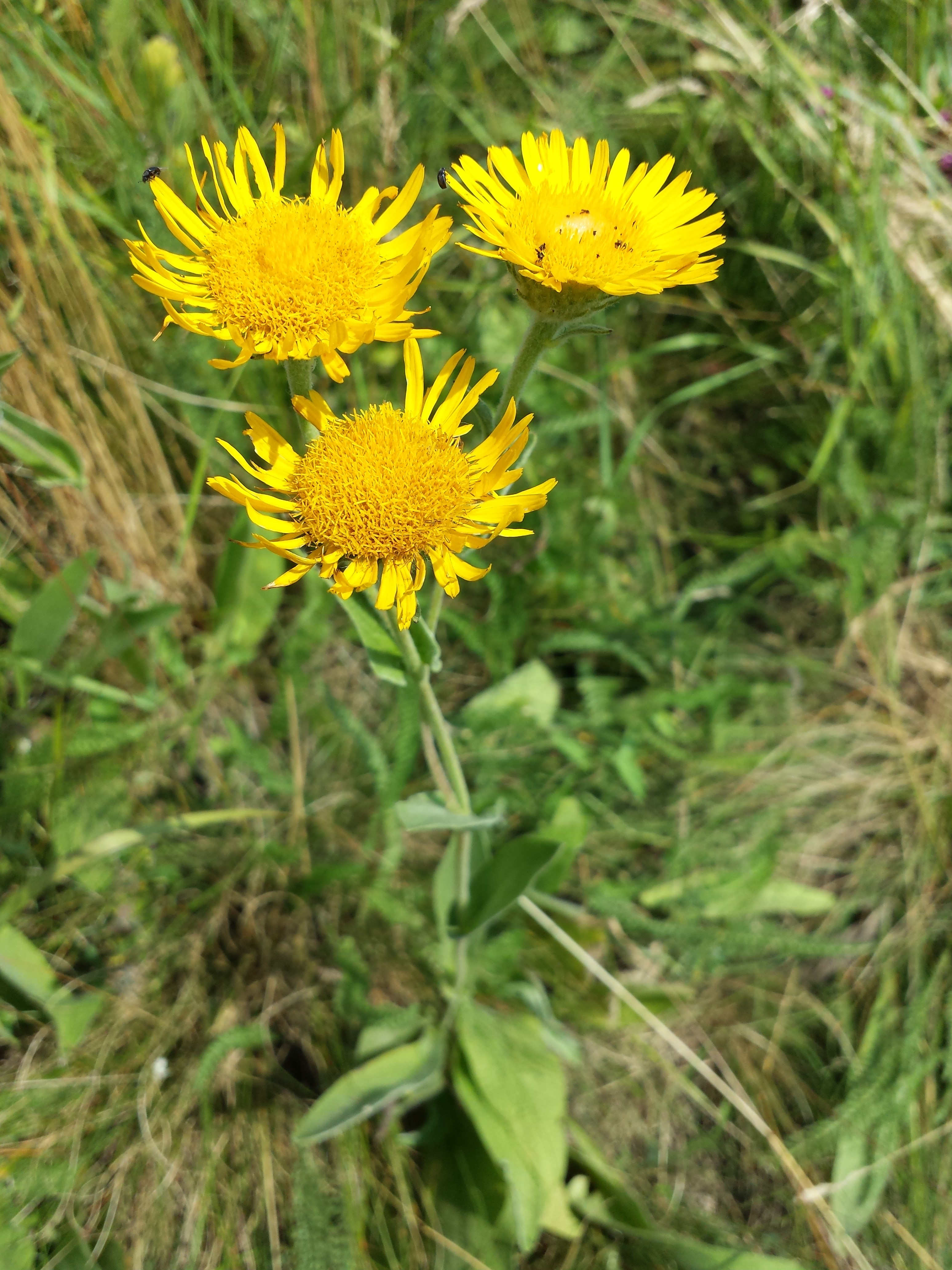
Pentanema oculus-christi
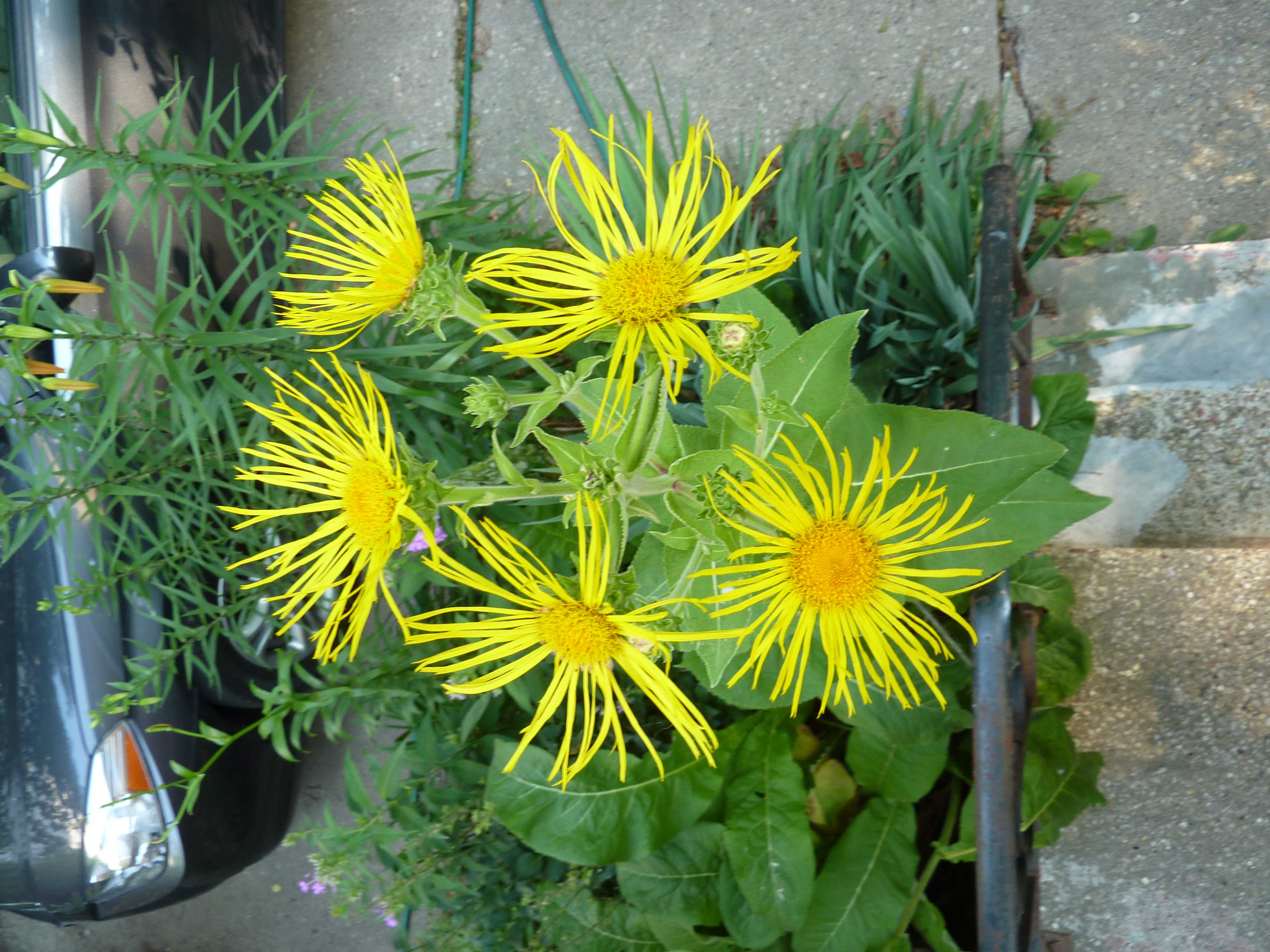
Pentanema orientale

S - V
- Pentanema sabuletorum (Czern. ex Lavrenko) G.V.Boiko & Korniy.
- Pentanema salicinum (L.) D.Gut.Larr., Santos-Vicente, Anderb., E.Rico & M.M.Mart.Ort.
- Pentanema spiraeifolium (L.) D.Gut.Larr., Santos-Vicente, Anderb., E.Rico & M.M.Mart.Ort.
- Pentanema squarrosum (L.) D.Gut.Larr., Santos-Vicente, Anderb., E.Rico & M.M.Mart.Ort.
- Pentanema verbascifolium (Willd.) D.Gut.Larr., Santos-Vicente, Anderb., E.Rico & M.M.Mart.Ort.

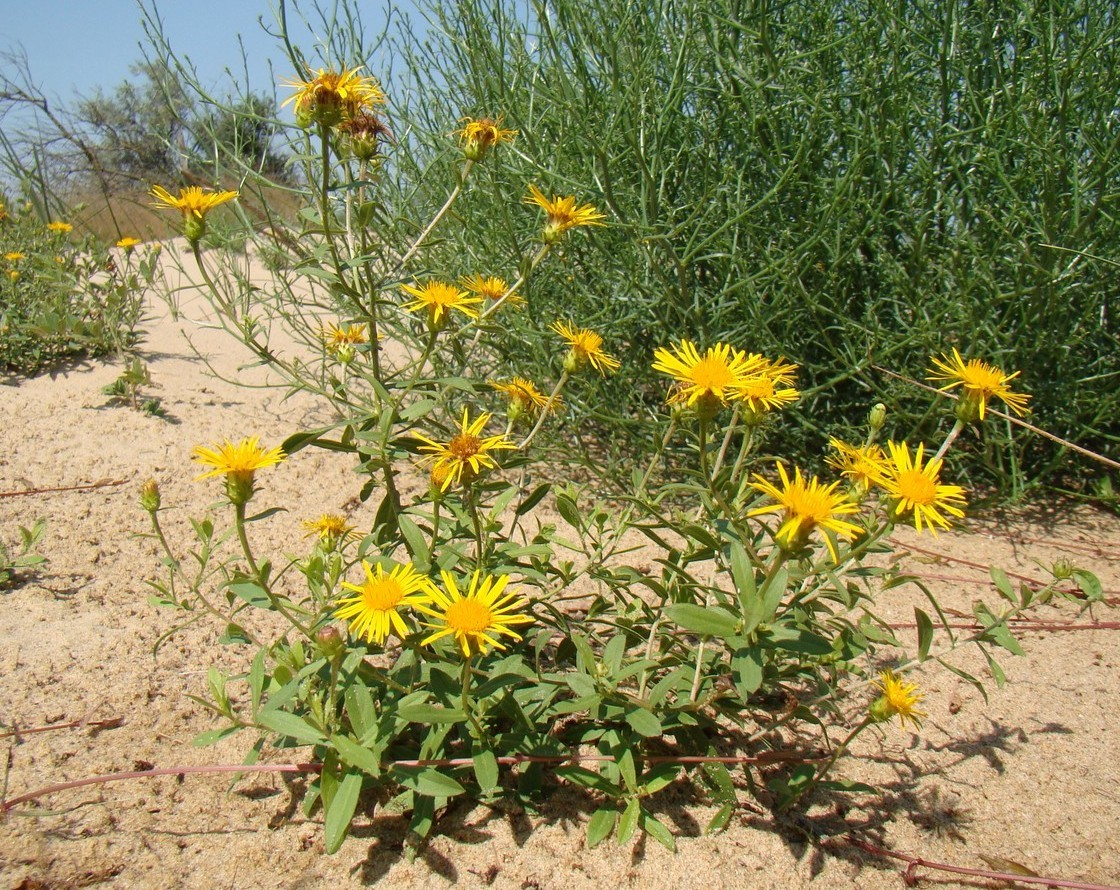
Pentanema sabuletorum
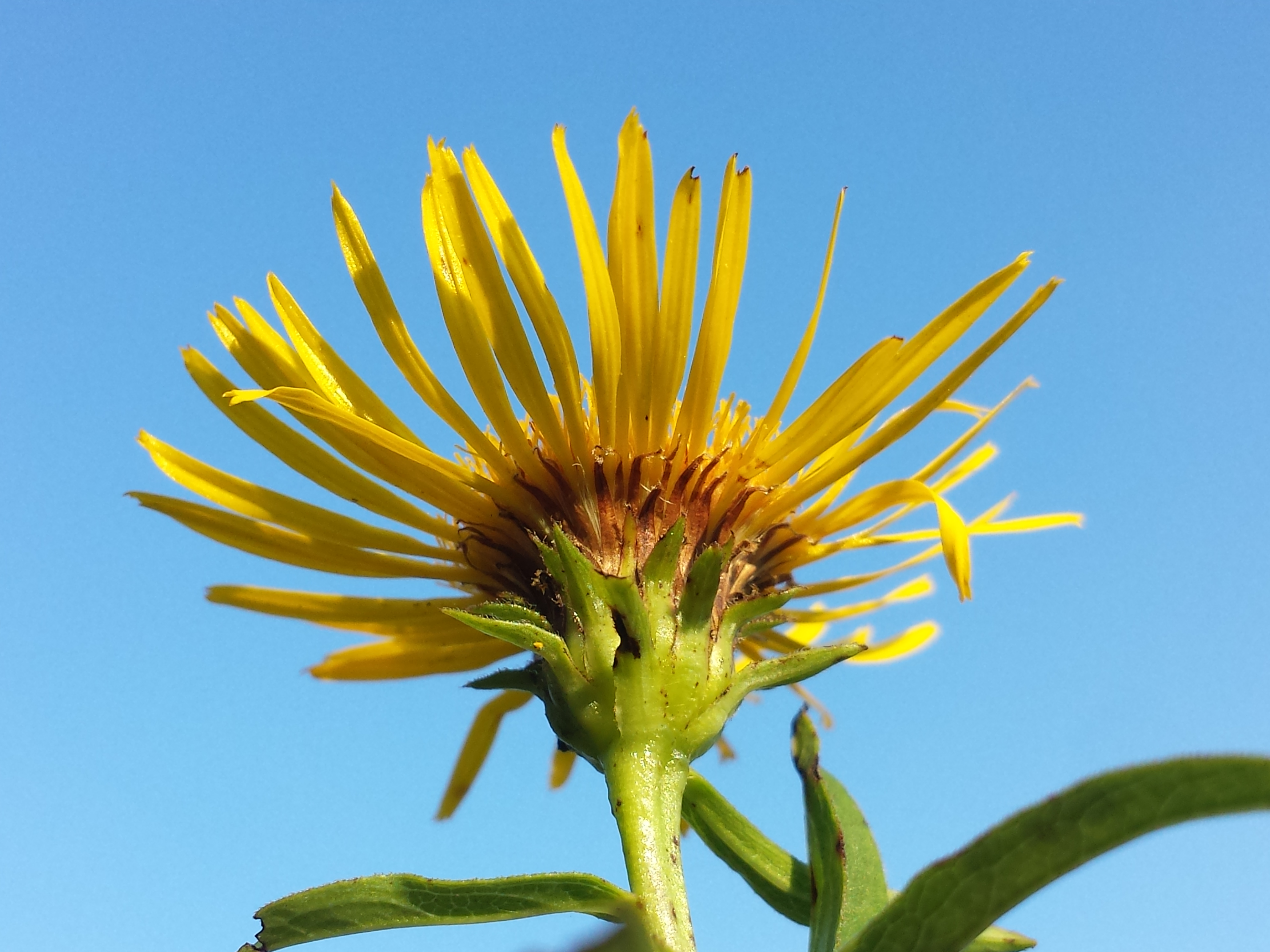
Pentanema salicinum
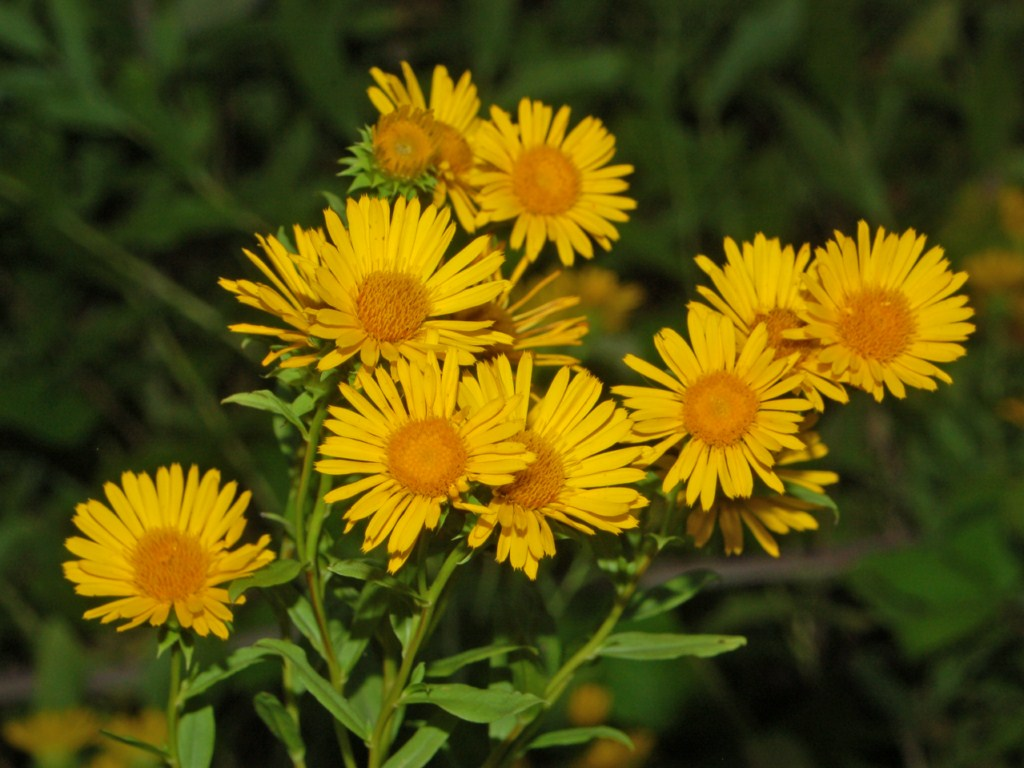
Pentanema spiraeifolium
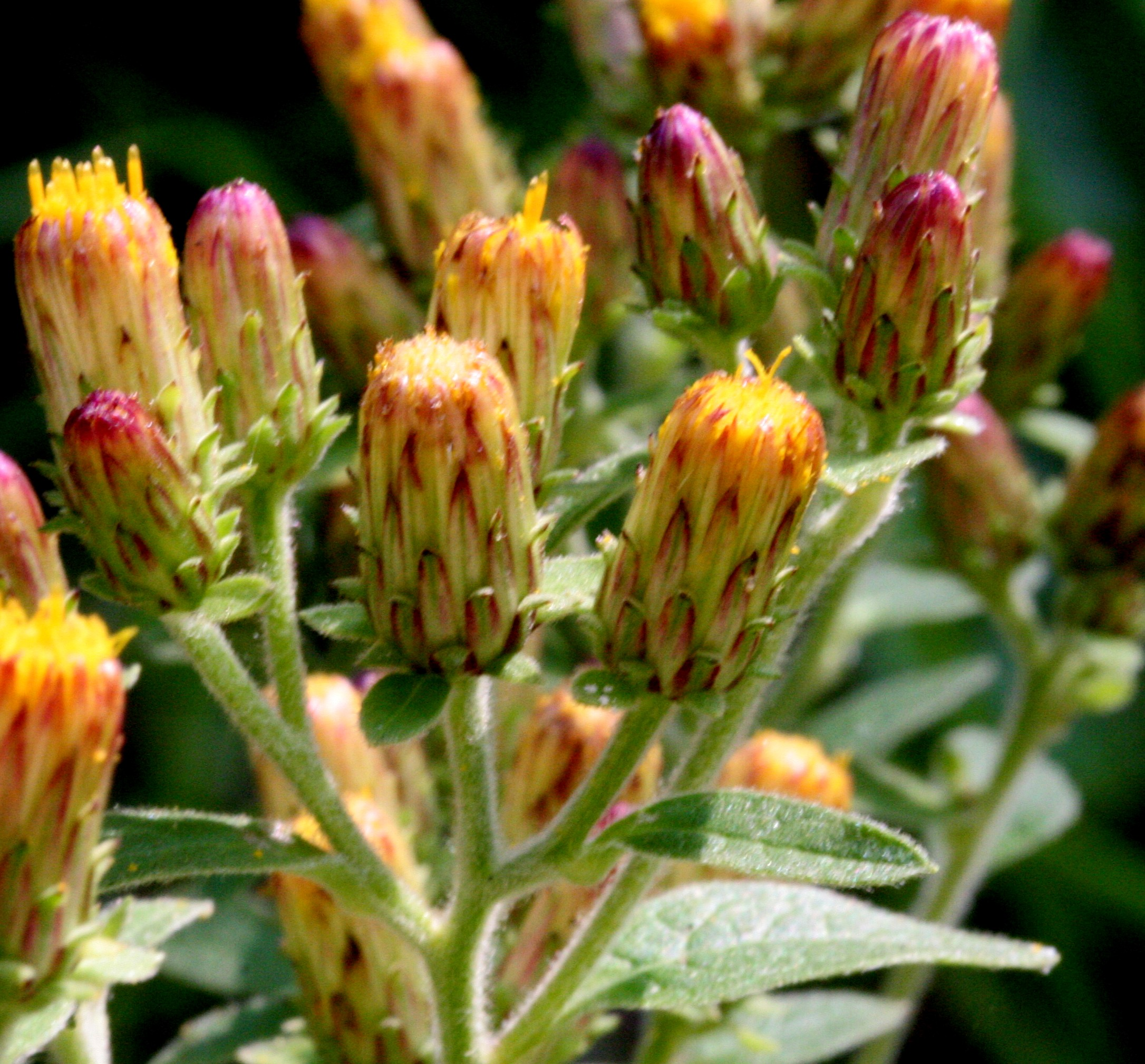
Pentanema squarrosum
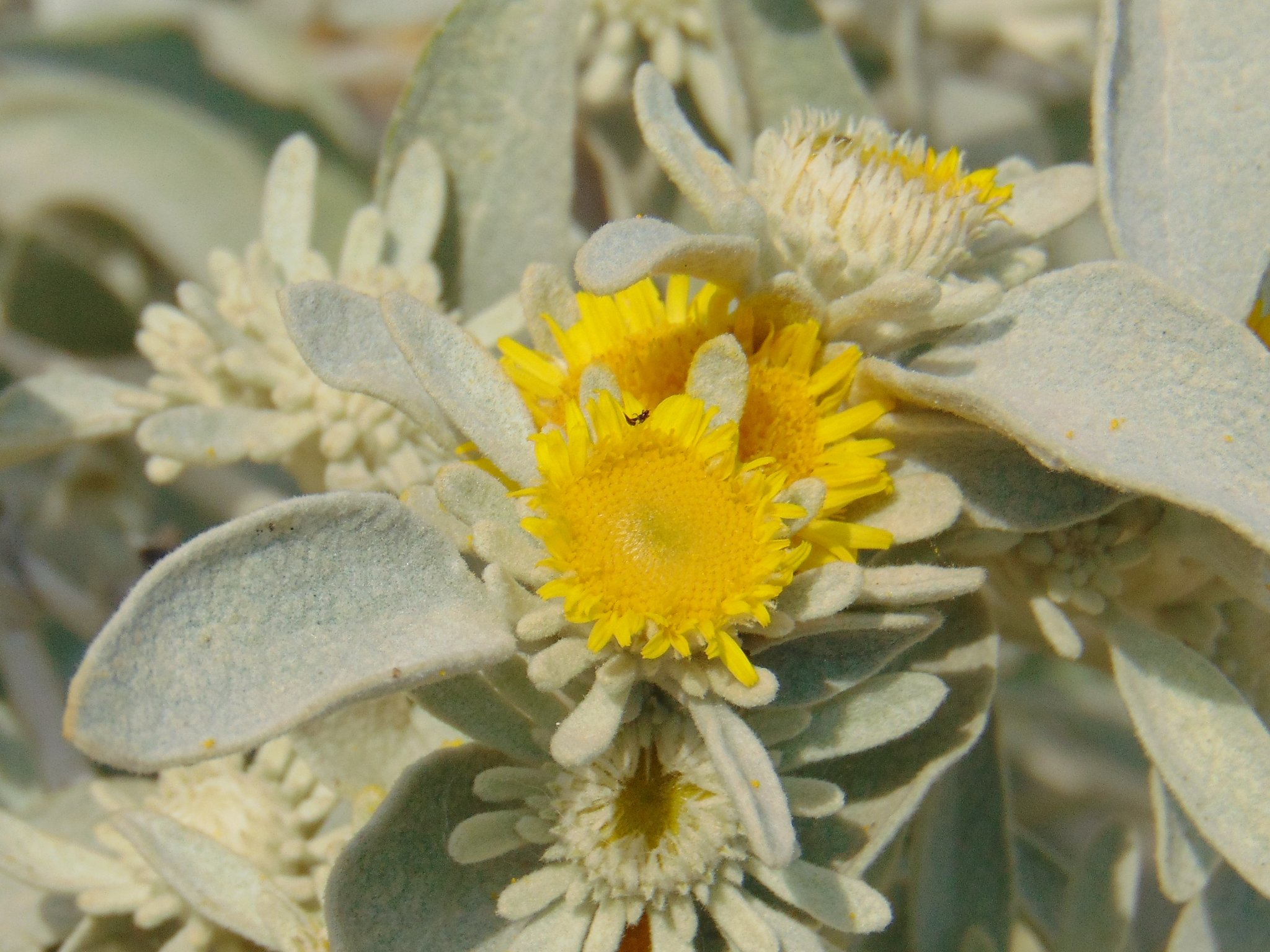
Pentanema verbascifolium

### Sinonimi
Sono elencati alcuni sinonimi per questa entità:
- Amblyocarpum Fisch. & C.A.Mey.
- Ulina  Opiz
- Varthemia  DC.

### Specie spontanee della flora italiana
Nella pubblicazione "Flora d'Italia" le specie della flora italiana sono suddivise in tre gruppi:
| Caratteristiche | Specie                                                          |
| --- | --------------------------------------------------------------- |
| I fiori ligulati sono più grandi dell'involucro (sporgono all'esterno dell'involucro); le foglie basali sono meno evidenti; il diametro dei capolini è di 1-5 cm; le brattee esterne sono lanceolate con dimensioni ridotte; le foglie cauline non sono abbraccianti il fusto | P. verbascifolium - P. ensifolium - P. montanum - P. helveticum |
| I fiori ligulati sono più grandi dell'involucro; le foglie basali sono molto ridotte; il diametro dei capolini è di 1-3,5 cm; le brattee esterne sono lanceolate con dimensioni ridotte; le foglie cauline sono abbraccianti il fusto                                         | P. salicinum - P. spiraeifolium - P. hirtum - P. britannica     |
| I fiori ligulati sono più piccoli dell'involucro o lo superano di poco | P. squarrosum - P. bifrons - P. germanicum                      |

Per meglio comprendere ed individuare le varie specie del genere (solamente per le specie della flora spontanea italiana) l'elenco seguente utilizza in parte il sistema delle chiavi analitiche.
- Gruppo con fiori ligulati maggiori dell'involucro.
  - 1A: le foglie cauline non sono abbraccianti il fusto;
    - 2A: il diametro dei capolini è di 1,5-2 cm; i fiori ligulati sono lunghi al massimo 1,5 volte l'involucro;

- Pentanema verbascifolium (Willd.) D.Gut.Larr., Santos-Vicente, Anderb., E.Rico & M.M.Mart.Ort. - Enula candida: l'altezza della pianta varia tra 2 – 4 dm; il ciclo biologico è perenne; la forma biologica è camefita suffruticosa (Ch suffr); il tipo corologico è Illirico (Anfiadriatico); l'habitat tipico sono le rupi calcaree aride; si trova solo raramente nel Gargano fino ad un'altitudine compresa fra 100 e 800 m s.l.m..

- -     - 2B: il diametro dei capolini è di 2,5-5 cm; i fiori ligulati sono lunghi di più di 1,5 volte l'involucro;
      - 3A: la forma delle foglie è lineare-lesiniforme con nervature parallele, con apici acuti e pungenti;

- Pentanema ensifolium (L.) D.Gut.Larr., Santos-Vicente, Anderb., E.Rico & M.M.Mart.Ort. - Enula assottigliata: l'altezza della pianta varia tra 1 – 3 dm; il ciclo biologico è perenne; la forma biologica è emicriptofita scaposa (H scap); il tipo corologico è Sud Est Europeo - Pontico'; l'habitat tipico sono i prati aridi quasi steppici, greti e pietraie; la distribuzione sul territorio italiano è relativa al nord fino ad un'altitudine di 1000 m s.l.m..

- -     -       - 3B: la forma delle foglie è oblanceolata o spatolata con nervature pennate e consistenza molle;

- Pentanema montanum (L.) D.Gut.Larr., Santos-Vicente, Anderb., E.Rico & M.M.Mart.Ort. - Enula montana: le foglie inferiori sono oblanceolate a consistenza molle e sono penninervie; i capolini hanno un diametro medio (fino a 4,5 cm); l'involucro ha delle brattee lineari-lesiniformi. L'altezza della pianta varia tra 2 – 3 dm; il ciclo biologico è perenne; la forma biologica è emicriptofita scaposa (H scap); il tipo corologico è Orofita – Ovest Mediterraneo; l'habitat tipico sono i pendii aridi a substrato calcareo; la distribuzione sul territorio italiano è quasi totale (manca nel nord-est) fino ad un'altitudine compresa fra 200 e 1950 m s.l.m..
- Pentanema helveticum (Weber) D.Gut.Larr., Santos-Vicente, Anderb., E.Rico & M.M.Mart.Ort. - Enula Svizzera: le foglie inferiori sono oblanceolate a consistenza molle e sono penninervie; i capolini hanno un diametro minore (fino a 3 cm); l'involucro ha delle brattee esterne a forma lanceolata e sono larghe fino a 2 mm. L'altezza della pianta varia tra 3 – 6 dm; il ciclo biologico è perenne; la forma biologica è emicriptofita scaposa (H scap); il tipo corologico è Nord Ovest Submediterraneo; l'habitat tipico sono i prati umidi e cespuglieti; questa pianta può essere trovata solamente nel Cuneese ad un'altitudine compresa fra 300 e 1000 m s.l.m..

- - 1B: la base delle foglie cauline abbracciano il fusto;
    - 4A: le foglie hanno una consistenza coriacea, sono lucide e glabre sulla pagina superiore, mentre la pagina inferiore è setolosa;

- Pentanema salicinum (L.) D.Gut.Larr., Santos-Vicente, Anderb., E.Rico & M.M.Mart.Ort. - Enula aspra: il portamento delle foglie cauline superiori è patente, mentre la base è cuorifome; ogni pianta porta 1 – 3 capolini. L'altezza della pianta varia tra 2 – 4 dm; il ciclo biologico è perenne; la forma biologica è emicriptofita scaposa (H scap); il tipo corologico è Europeo - Caucasico; l'habitat tipico sono i prati umidi, i boschi e i pendii cespugliosi; questa pianta è rara (ormai mancante) e distribuita su tutto il territorio ad un'altitudine fino a 1360 m s.l.m..
- Pentanema spiraeifolium ( WIKITA.) D.Gut.Larr., Santos-Vicente, Anderb., E.Rico & M.M.Mart.Ort. - Enula uncinata: il portamento delle foglie cauline superiori è più o meno eretto, mentre la base è arrotondata; l'infiorescenza è composta da numerosi capolini. L'altezza della pianta varia tra 3 – 8 dm; il ciclo biologico è perenne; la forma biologica è emicriptofita scaposa (H scap); il tipo corologico è Sud Europeo (Subillirica); l'habitat tipico sono le rupi e i pendii aridi a substrato calcareo; questa pianta è rara e distribuita su tutto il territorio fino ad un'altitudine fino a 1000 m s.l.m..

- -     - 4B: le foglie hanno una consistenza coriacea, sono molli e sono tomentose su entrambe le pagine;

- Pentanema hirtum (L.) D.Gut.Larr., Santos-Vicente, Anderb., E.Rico & M.M.Mart.Ort. - Enula scabra: i peli del fusto sono patenti; le foglie hanno una consistenza coriacea e sono ruvide al tatto; la pagina superiore delle foglie ha dei nervi reticolati; gli acheni sono glabri. L'altezza della pianta varia tra 2 – 3 dm; il ciclo biologico è perenne; la forma biologica è emicriptofita scaposa (H scap); il tipo corologico è Sud Europeo – Sud Siberiano (Steppico); l'habitat tipico sono i prati aridi e pendii cespugliosi; questa pianta è distribuita su tutto il territorio (meno alcune aree del sud) fino ad un'altitudine di 1450 m s.l.m..
- Pentanema britannica (L.) D.Gut.Larr., Santos-Vicente, Anderb., E.Rico & M.M.Mart.Ort. - Enula laurentiana: la pubescenza del fusto è appressata; le foglie hanno una consistenza molle, mentre la pagina superiore ha una pubescenza sparsa; gli acheni sono pelosi e piccoli (1,3 mm). L'altezza della pianta varia tra 2 – 6 dm; il ciclo biologico è perenne; la forma biologica è emicriptofita scaposa (H scap); il tipo corologico è Medioeuropeo – Ovest Asiatico; l'habitat tipico sono i prati umidi e fossi; si trova, ma raramente, al nord e al centro fino ad un'altitudine di 1200 m s.l.m..

- Gruppo con fiori ligulati minori dell'involucro.
  - 1A: le foglie cauline alla base sono cuneate e mai amplessicauli; la pianta non è vischiosa e le brattee esterne sono uninervie;

- Pentanema squarrosum (L.) D.Gut.Larr., Santos-Vicente, Anderb., E.Rico & M.M.Mart.Ort. - Enula baccherina: le foglie basali sono grandi; quelle cauline non decorrono lungo il fusto; la pianta in genere non è vischiosa; le squame esterne dell'involucro posseggono un nervo e sono prive di peli ghiandolari. L'altezza della pianta varia tra 5 – 12 dm; il ciclo biologico è bienne; la forma biologica è emicriptofita bienne (H bienn); il tipo corologico è Medioeuropeo – Ovest Asiatico; l'habitat tipico sono i boschi di latifoglie; la distribuzione sul territorio italiano è totale fino ad un'altitudine di 1350 m s.l.m..

- - 1B: le foglie cauline sono amplessicauli; la pianta è vischiosa e le brattee esterne sono penninervie o reticulinervie;

- Pentanema bifrons (L.) D.Gut.Larr., Santos-Vicente, Anderb., E.Rico & M.M.Mart.Ort. - Enula alata: le foglie foglie basali sono grandi; quelle cauline sono decorrenti lungo il fusto; la pianta è vischiosa con peli ghiandolari; le squame esterne dell'involucro sono ghiandolose e sono penninervie. L'altezza della pianta varia tra 3 – 8 dm; il ciclo biologico è bienne; la forma biologica è emicriptofita bienne (H bienn); il tipo corologico è Orofita - Nord Ovest Mediterraneo; l'habitat tipico sono gli incolti, le siepi e boschi cedui; la distribuzione sul territorio italiano è discontinua (al nord ovest e al centro) fino ad un'altitudine di 900 m s.l.m..
- Pentanema germanicum (L.) D.Gut.Larr., Santos-Vicente, Anderb., E.Rico & M.M.Mart.Ort. - Enula della Germania: le foglie cauline sono amplessicauli; le brattee dell'involucro sono tomentose; gli acheni sono glabri. L'altezza della pianta varia tra 5 – 12 dm; il ciclo biologico è perenne; la forma biologica è emicriptofita scaposa (H scap); il tipo corologico è Europeo e Ovest Asiatico; l'habitat tipico sono i boschi; si trova in Toscana, ma forse è estinta.

### Generi simili
Diversi generi hanno delle specie abbastanza simili a quelle del genere di questa voce. Ecco un elenco, senza la pretesa di essere completo:
- Carpesium L. - Capo-chino: si differenzia per avere capolini con fiori tutti tubulosi ed ermafroditi e per il pappo formato da una coroncina membranosa esterna.
- Chiliadenus Cass. - Incensaria: si differenzia per avere capolini con fiori tutti tubulosi ed ermafroditi.
- Pulicaria Gaertner – Incensaria: si differenzia per il pappo formato da una coroncina membranosa esterna ed un ciuffo di peli interni.

Per concludere possiamo citare i fiori del Buphtalamum salicifolium molto simili al corrispondente Pentanema salicinum, oppure alcune specie dei generi Telekia, Doronicum, Arnica, Senecio e probabilmente altri generi ancora.

## Usi
Farmacia

Le piante di questo genere contengono piccole quantità di olio etereo e alte percentuali (19 - 45%) di inulina. Alcune sostanze di questa pianta (come i lattoni sesquiterpenici) possono causare dermatiti allergiche da contatto; elevate quantità di queste sostanze possono causare vomito e diarrea. Queste sostanze ed altre ancora fanno queste piante interessanti per la cura di diverse malattie (secondo la medicina popolare). Nei vari testi di medicina naturale troviamo un ricco elenco di proprietà attribuite alle “Inule” come stomachiche (agevola la funzione digestiva), vermifughe (elimina i vermi intestinali), toniche (rafforza l'organismo in generale), diuretiche (facilita il rilascio dell'urina) e risolutive in generale. Queste piante hanno inoltre delle proprietà balsamiche calmanti della tosse (bronchite acuta e cronica). Come uso esterno viene indicata valida per risolvere problemi della pelle come eczema oppure herpes labiale (ma anche punture di insetti).
Giardinaggio

L'utilità delle piante di questo genere si estende anche al giardinaggio e alla ornamentazione tramite fiore reciso. Anche se il loro aspetto è un po' grossolano sono facili da coltivare ed hanno un forte sviluppo vegetativo.